# Картограмма
Картограмма — это способ картографического изображения (но не карта), визуально показывающая интенсивность какого-либо показателя в пределах территории на карте (напр., плотность населения по областям). Данные могут наноситься на карту штриховкой различной густоты, окраской определенной степени насыщенности (фоновая картограмма) или точками (точечная картограмма).
Картограммой считается графическое изображение статистических данных, сведенных по географическому принципу (напр., по административному делению), представляющее собой географическую карту, территории, которые окрашены (или заштрихованы) в соответствии с величиной исследуемого показателя, наблюдаемой на данной территории:

## Виды
В зависимости от выбранного способа графического изображения различают фоновые и точечные картограммы.
Фоновые картограммы строят путём окраски или штриховки, интенсивность которых пропорциональна величине показателя для данной территории.
На точечных картограммах территориальное размещение изучаемого явления обозначают с помощью определенного числа точек. Как правило, к каждой картограмме прилагают краткое описание с указанием избранного способа картографического изображения и определенных градаций, а также всех условных обозначений.

## Применение

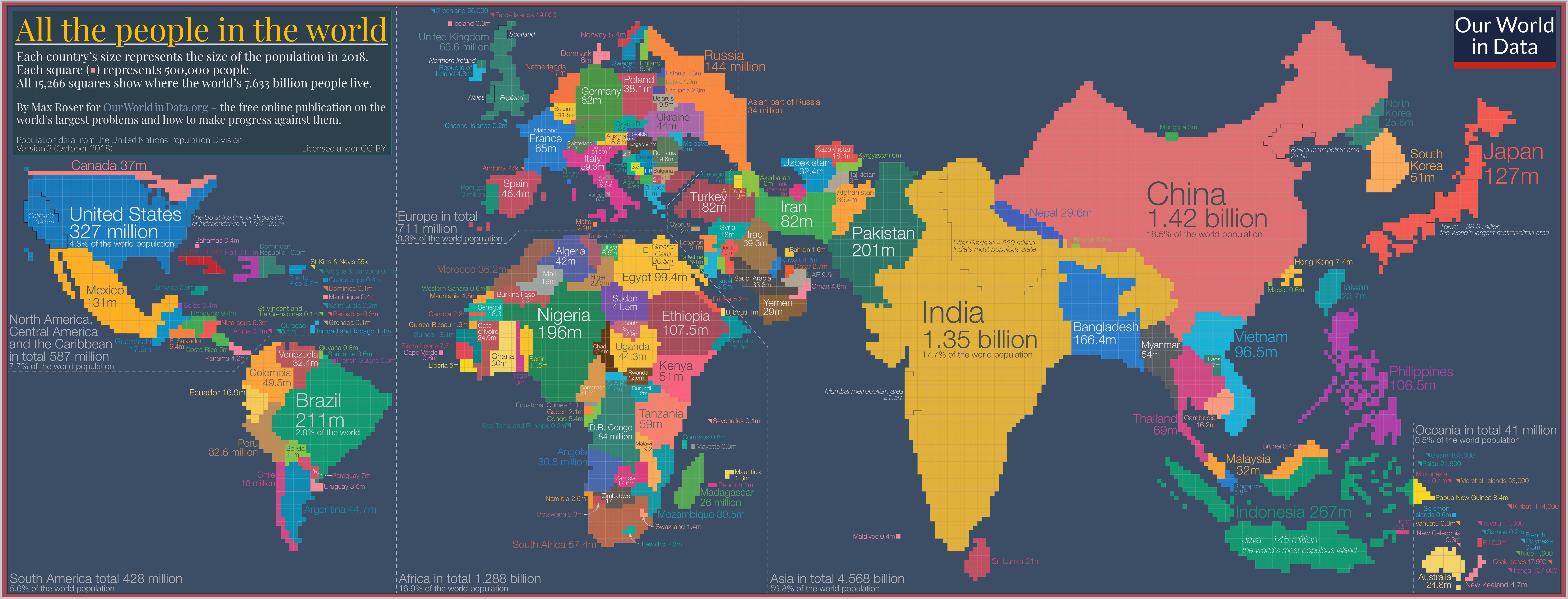
Картограмма, показывающая распределение численности населения Земли.

К построению картограмм прибегают в том случае, если необходимо сравнить различные явления по территориальному признаку.
Области применения картограмм:
- Агрохимические (почвенные и т. д.)
- Транспортные (выявление узких мест)
- Здравоохранительные (заболеваемость, потребность в лекарствах)
- Геомаркетинговые

С современным уровнем развития ИТ-технологий, позволяющим автоматизировать процесс создания картограмм, число потенциальных областей их использования значительно увеличилось. Картограммы часто используются для анализа статистических данных предвыборных кампаний, бизнес-форумов, пресс-конференций и иных событий.
Большой процент информации, используемой для исследования и анализа различных явлений и процессов в таких секторах как административное управление, торговля, дистрибуция, логистика, промышленность, социологические исследования, медицина, имеет географический компонент.

## Создание
Ранее особо широкое распространение для визуализации и пространственного анализа статистических данных получили картограммы, выполняемые на автоматических пишущих машинках — алфавитно-цифровых печатных устройствах (АЦПУ), всегда сопровождающих ЭВМ. При построчном печатании знаков АЦПУ они заполняют однообразно каждое из территориальных подразделений знаками соответствующей ступени шкалы. Нарастание силы знаков в шкале отражает интенсивность картографируемого явления. Использование АЦПУ с квадратными литерами специально разработанного рисунка, например кружками, улучшает качество и наглядность изображения. Сходный прием используется для выполнения на АЦПУ картодиаграмм впечатыванием в квадратики кружков, общая площадь которых в пределах каждого подразделения территориальной сетки соответствует величине явления в этом подразделении.
Сейчас картограммы создаются с помощью графических редакторов, например Adobe Illustrator, CorelDraw.
В программе Adobe Illustrator способ картограммы реализовать достаточно просто с помощью палитры Color (Цвет). При этом индикатор заливки в палитре Color (Цвет) или в палитре инструментов должен занимать верхнее положение. Контуры заполняемых цветом объектов должны быть замкнуты. При создании замкнутых контуров необходимо следить за топологией объектов. Недопустим двойной рисунок соседних границ. Штриховой рисунок границы должен быть создан один раз и находиться на соответствующем слое. Вновь созданные замкнутые контуры объектов следует сделать невидимыми при помощи кнопки None (Нет) в палитре Color (Цвет). В соответствии с легендой каждый площадной объект заполняется оттенком определенного цвета, который выбирается в палитре Color (Цвет) по принципу возрастания (или уменьшения) насыщенности. Выбор оттенка может производиться «на глаз» перемещением движков на цветовых полосах, составляющих цветовые модели. Эти параметры также определяются установкой точных числовых значений в полях, расположенных справа от цветовых полос.